# Parque nacional de Bandipur
El parque nacional de Bandipur (en inglés: Bandipur National Park, en canarés ಬಂಡೀಪುರ ರಾಷ್ಟ್ರೀಯ ಉದ್ಯಾನ) es un parque nacional situado en el estado indio de Karnataka. Alguna vez fue un coto de caza privado del maharajá del Reino de Mysore, pero en 1974 fue establecido como reserva de tigres en el Proyecto Tigre. Es conocido por su vida silvestre, alberga varios tipos de biomas, pero los bosques secos caducifolios son dominantes.
El parque se extiende por una superficie de 874 kilómetros cuadrados, protegiendo varias especies en peligro de la India. Junto con el adyacente parque nacional de Nagarhole (643 km²), el parque nacional de Mudumalai (320 km²) y el santuario de vida silvestre Wayanad (344 km²), que son parte de la reserva de la biosfera de Nilgiri, totalizan 2183 km², convirtiéndola en el área protegida más grande en el sur de la India y el mayor hábitat de elefantes salvajes en el sur de Asia.
Bandipur está localizado en el taluk de Gundlupet en el distrito de Chamrajnagar. Está a unos 80 kilómetros de la ciudad de Mysore en la ruta al destino turístico de Ooty. Como resultado, Bandipur ve una gran cantidad de tráfico de turistas y cada año se reportan varias muertes de vida silvestre causadas por el exceso de velocidad de los vehículos. Hay una prohibición de tráfico entre las 9 p. m. y las 06 a. m. del atardecer hasta el amanecer para ayudar a reducir la tasa de mortalidad de vida salvaje.

## Historia
El marajá del reino de Mysore creó un santuario de 90 kilómetros cuadrados en 1931 y lo llamó "Parque de la vida salvaje de Venugopala". La reserva del tigre de Bandipur se estableció al amparo del Proyecto Tigre en 1973 añadiéndole casi 800 kilómetros cuadrados al parque de la vida salvaje de Venugopala.

## Biología y ecología
El parque nacional de Bandipur ayuda a proteger a varias especies en peligro de extinción y proporciona refugio a otras especies amenazadas y especies vulnerables de flora y fauna.

### Flora
Bandipur tiene una amplia gama de árboles madereros: teca (Tectona grandis), Dalbergia latifolia, sándalo (Santalum album V), Terminalia tomentosa, kino de la India (Pterocarpus marsupium), bambú de hierro (Dendrocalamus  strictus), bambú gigante (Bambusa arundinacea) y Grewia tiliaefolia.
También hay varios árboles y arbustos frutales y con flores destacados entre ellos: Adina cordifolia, grosellero de la India (Phyllanthus emblica), Lagerstroemia lanceolata, dhawa (Anogeissus latifolia), Terminalia chebula, Schleichera trijuga, Odina wodiar, Butea monosperma, caña fístula (Cassia fistula), buruta  (Chloroxylon swietenia), catechu (Acacia catechu), meranti blanco (Shorea roxburghi, E), Randia uliginosa.

### Fauna
Bandipur tiene una buena población de especies en peligro y especies vulnerables como el elefante indio, los gaurs, tigres, osos perezosos, cocodrilo de las marismas, pitón de la India, antílope de cuatro cuernos, chacales y dholes.

#### Mamíferos

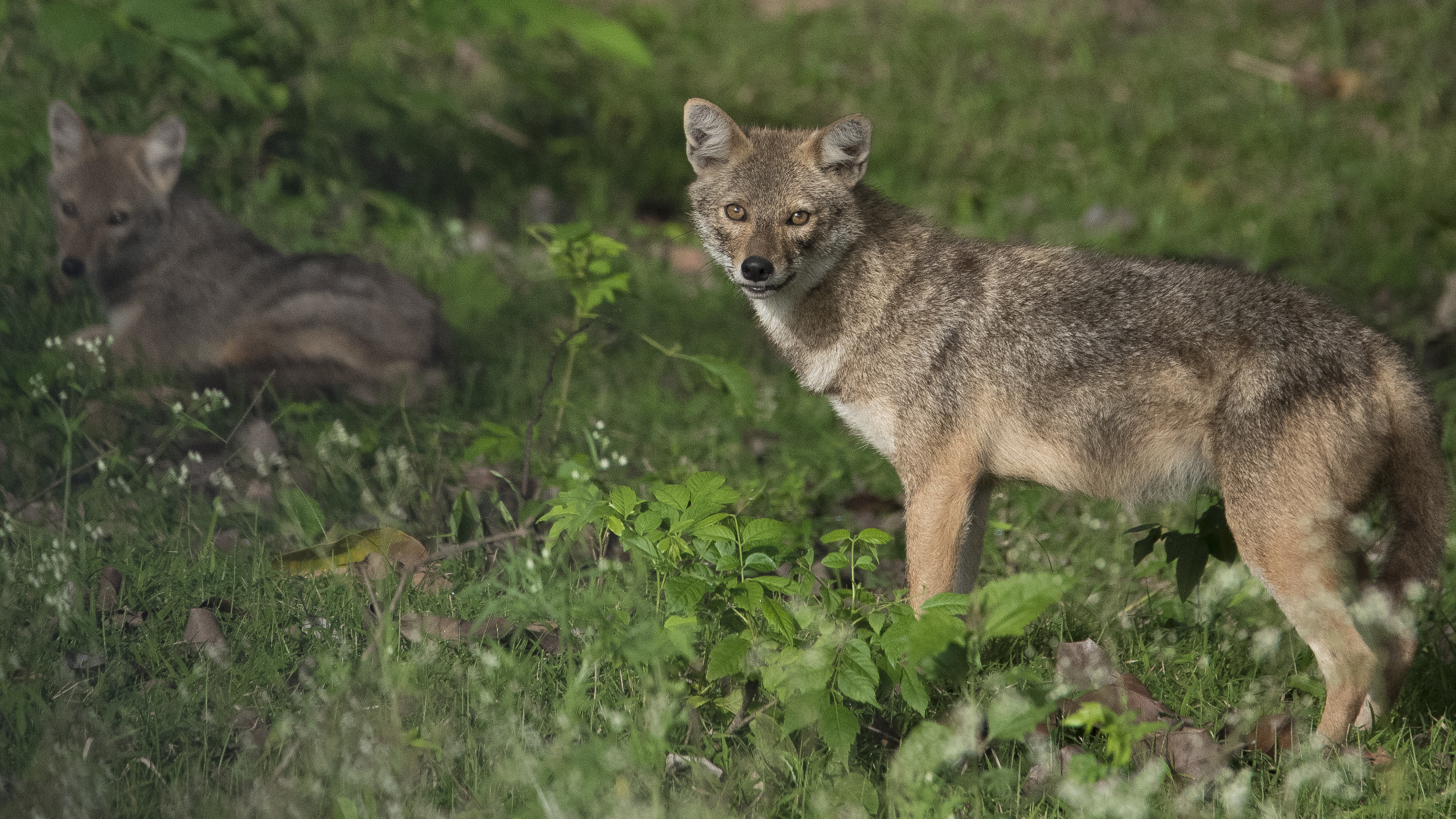
Una familia de chacal dorado en la ribera del río Kabini en el P. N. de Bandipur.

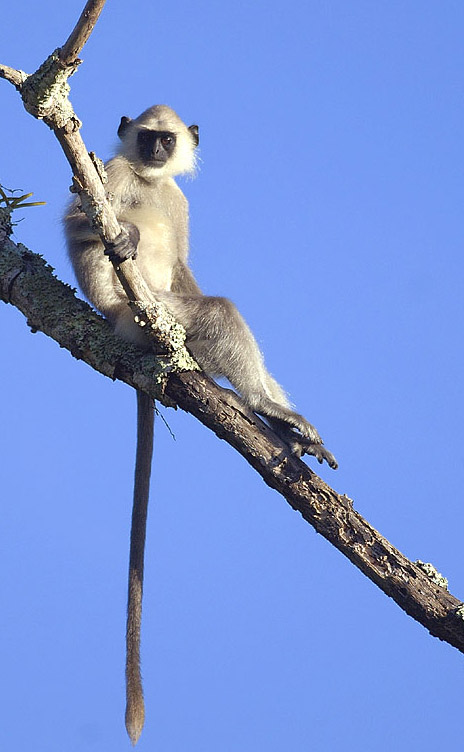
Langur gris.

Los mamíferos que se ven habitualmente en el parque, a lo largo de las carreteras de acceso público incluyen chitales, langures grises, ardillas malabares y elefantes. A continuación, se proporciona una lista de mamíferos de tamaño mediano a grande en el censo siguiente publicado en 1997:
| Especie              | 1991 | 1993 | 1995 | 1997 |
| Tigre                | 58   | 66   | 74   | 75   |
| Leopardo             | 51   | 81   | 86   | 88   |
| Elefante             | 1107 | 2214 | 2214 | 3471 |
| Gaur                 | 1097 | 1373 | 1373 | 2427 |
| Cuón                 | 148  | 181  | 181  | N/A  |
| Chital               | 3333 | 5858 | 5858 | 8204 |
| Sambar               | 706  | 1196 | 1196 | 2386 |
| Oso perezoso         | 51   | 66   | 66   | N/A  |
| Antílope cuatricorne | 14   | N/A  | N/A  | N/A  |
| Langur gris          | 1468 | 1751 | 1751 | 1851 |
| Jabalí               | 148  | 181  | 181  | N/A  |
| Muntíaco de la India | 72   | 131  | 131  | N/A  |
| -------------------- | ---- | ---- | ---- | ---- |

#### Aves
Los pavos reales se encuentran entre las aves que más habitualmente se ven en Bandipur junto con el gallo gris, cuervos y dicrúridos. Bandipur es el hogar de más de 200 especies de aves incluyendo abejero oriental, buitre cabecirrojo, buitre picofino, Dicaeum minullum, abubillas, carraca india, búho pescador de Ceilán, águila culebrera chiíla, águila-azor variable, abejarucos y una gran variedad de martines pescadores y águilas pescadoras son habituales en el invierno.

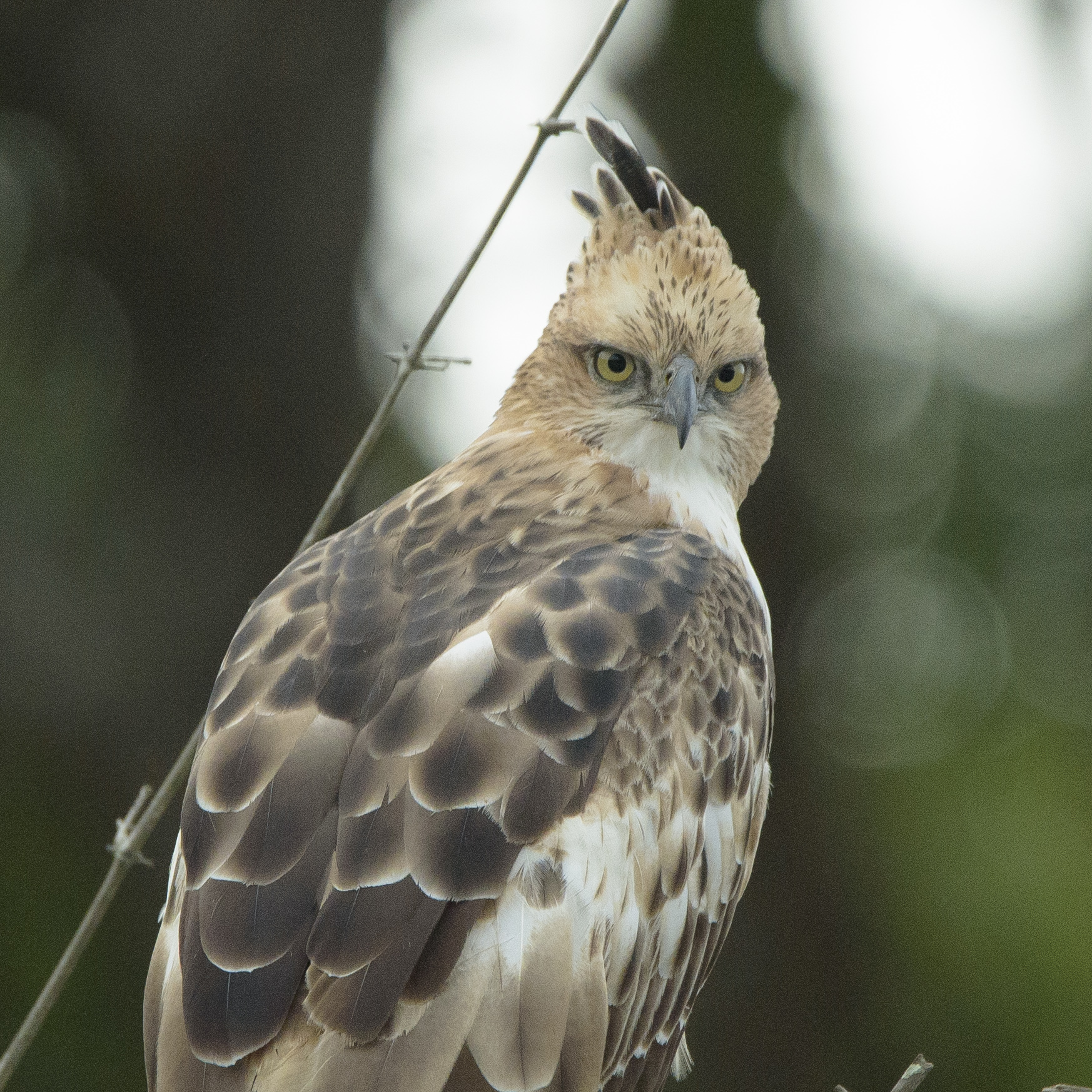
Águila-azor variable en la reserva de Bandipur, Karnataka

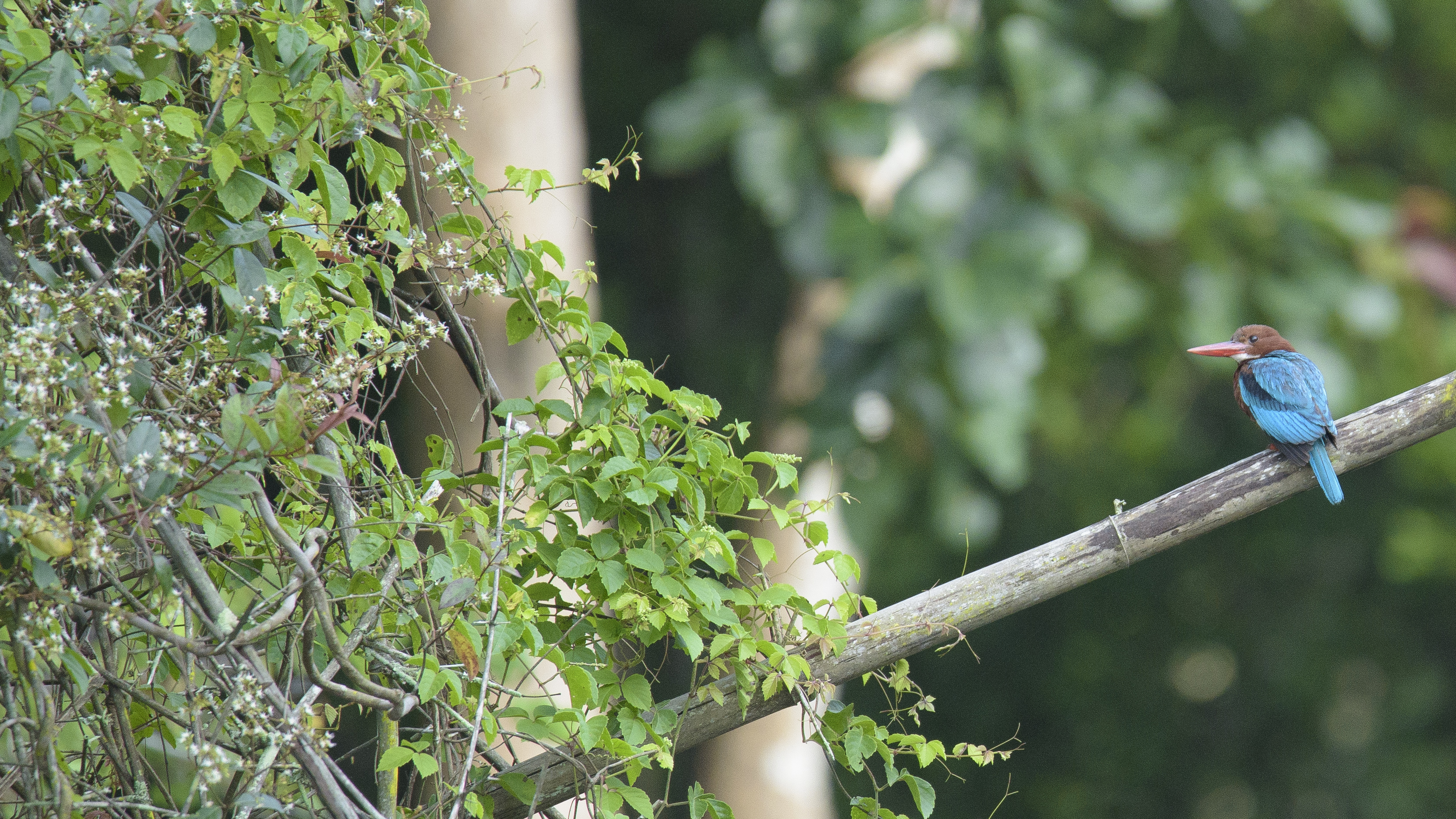
Martín pescador descansando sobre un tronco de bambú en el P. N. de Bandipur Karnataka junto al río Kabini.

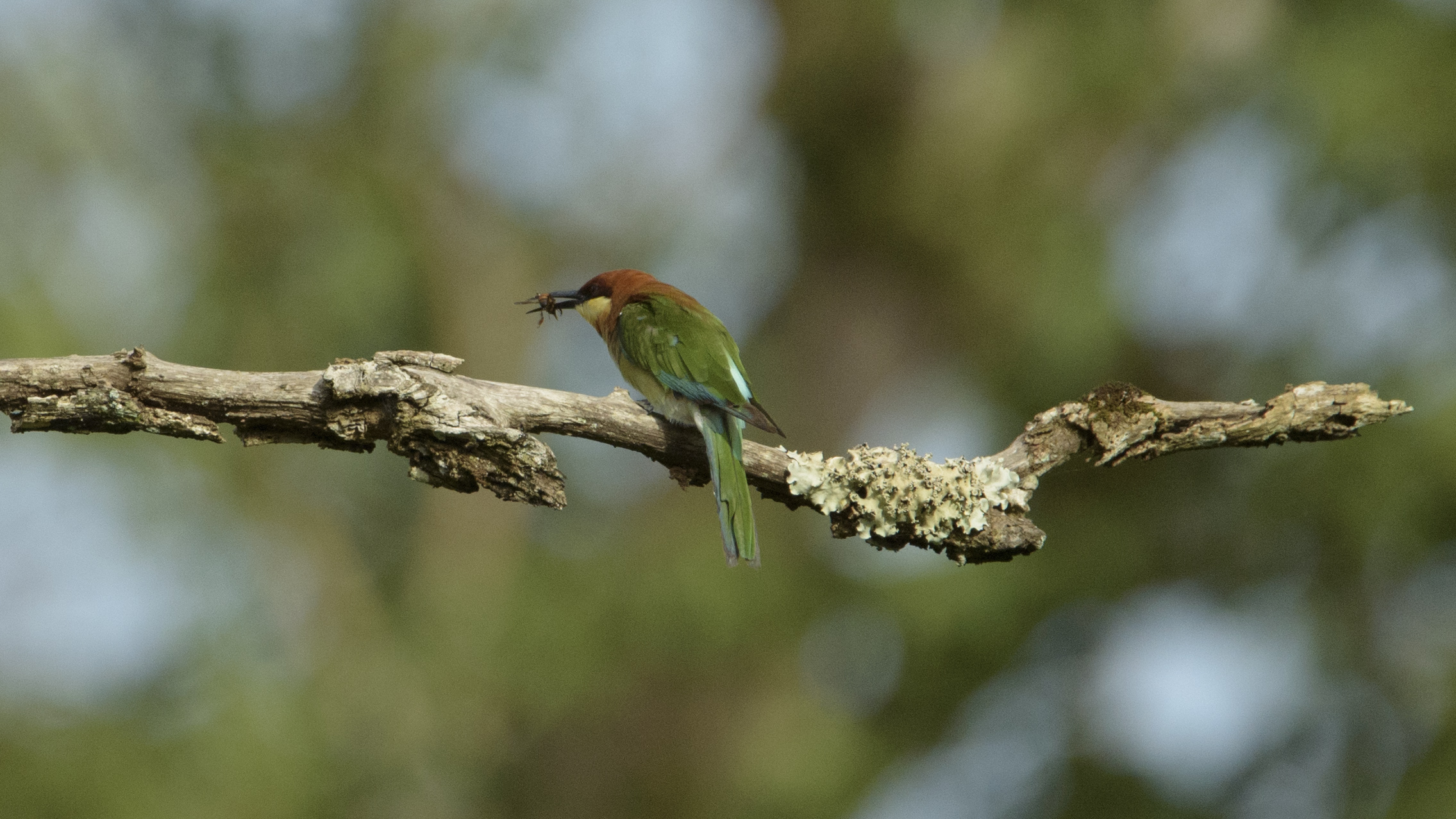
Abejaruco comiéndose una abeja en el parque nacional

#### Otra fauna

##### Reptiles
En el parque nacional se pueden encontrar ejemplares de cobra de anteojos, pitón de la India, víbora de Russel, colubrinos, cocodrilos de las marismas, varanos, camaleón de la India, Melanochelys trijuga, agámidos y dragones voladores.

##### Mariposas[6]
Entre las especies de mariposas del parque están:

##### Hormigas[7]
Las especies de hormigas se encuentran:
* No identificadas aún como nuevas especies.

##### Escarabajos peloteros[7][8]
Entre los escarabajos peloteros están:
* Extremadamente raros (representados por un solo espécimen en la colección).

# Aún no identificadas como nuevas especies.